# Ptinus maorianus
Ptinus maorianus là một loài bọ cánh cứng trong họ Ptinidae. Loài này được Brookes miêu tả khoa học năm 1926.